# 君ドロップス
「君ドロップス」（きみドロップス）は、日本の歌手TRIPLANEの10枚目のシングルである。2010年2月10日発売。発売元はtearbridge records。

## 収録曲
全作詞・作曲：江畑兵衛　編曲：TRIPLANE・笹路正徳
1. 君ドロップス（3:29）[1]
2. 帰り道（4:11）[1]

## タイアップ
- 君ドロップス
  - アップルオートネットワーク　TV-CMソング
  - 中京テレビ『カウントダウン・ドキュメント 秒ヨミ!』エンディングテーマ
  - GAORA『プロ野球ファイターズキャンプ中継2015』テーマソング